# František Loskot (architekt)
Profesor Ing, Dr. František Felix Loskot (20. listopad 1888 Mostar – 14. červenec 1956 Praha) byl vysokoškolským profesorem silničního stavitelství, projektantem průmyslových a dopravních staveb.

## Život
Narodil se v Mostaru Františku Josefu Loskotovi a Adalbertině Burdové. Střední školu vystudoval v Chrudimi a pokračoval na Vysoké škole technické v Praze, kde promoval jako stavební inženýr. Po skončení první světové války byl asistentem profesora Františka Kloknera, pracoval jako konstruktér ve Škodových závodech v Plzni a byl projektantem a poradcem pro průmysové a dopravní stavby. Na Vysoké škole obchodní v Praze jako docent přednášel na fakultě inženýrského stavitelství, V roce 1938 byl navržen na profesuru na Českém vysokém učení technickém v Praze. Ke jmenování došlo až v roce 1952. V roce 1956 získal titul doktora technických věd.
V 5. dubna 1924 se oženil s Emanuelou Barborou Antonií Markmüllerovou a z jejich manželství v roce 1924 vzešla dcera Zora. Zemřel 14. července v Motole v Praze.

## Dílo
- Silniční mosty u Spálova

## Člen
- od 1953 byl jmenován členem korespondentem ČSAV